# EMIミュージック・ジャパン
株式会社EMIミュージック・ジャパン（イーエムアイミュージックジャパン、英語: EMI Music Japan Inc.）は、1960年から2013年まで存在した日本のレコード会社。
旧称は東芝音楽工業株式会社（とうしばおんがくこうぎょう） → 東芝イーエムアイ株式会社（とうしばイーエムアイ、TOSHIBA-EMI LIMITED、通称：東芝EMI）。元来は東芝グループの会社として成立したが、2007年に音楽事業をイギリスのEMIグループへ売却して撤退。EMIグループ自体も2012年にアメリカ合衆国のユニバーサル ミュージック グループの傘下となったため、翌2013年にユニバーサル ミュージック合同会社に吸収合併され解散した（詳細は後述）。
その際、邦楽制作部門がユニバーサルミュージック傘下レーベル「EMI Records Japan」として残り、レーベルの統合を経て同社の傘下レーベル「Virgin Music」（ヴァージン・ミュージック）、「EMI Records」（イーエムアイ・レコーズ）となっている。キャッチコピーは「Music for all, All for music」。

## 概要
1960年に東京芝浦電気（現：東芝）の音楽レコード事業部が独立し、東芝音楽工業（とうしばおんがくこうぎょう）として設立された。1973年にかねてより取引していた4大メジャーレコード会社のひとつであるイギリスのEMIグループが資本参加し、東芝EMI（TOSHIBA-EMI LIMITED）に改称する。
洋楽はザ・ベンチャーズ、ザ・ビートルズ、クイーンなど、邦楽は坂本九、由紀さおり、松任谷由実、オフコース、薬師丸ひろ子、坂本冬美、BOØWY、および同グループ元メンバーの氷室京介と布袋寅泰、THE ALFEE、宇多田ヒカル、東京事変および同グループリーダーの椎名林檎など、ポピュラー音楽の代表格を多数輩出した。
ビートルズのCDを発売する前のレコードの時代は、イギリス盤、アメリカキャピトル編集盤、日本編集、ドイツ、イタリアなどのあらゆる編集盤を発売。
2002年以降はエイベックスに並ぶコピーコントロールCD（CCCD）推進派の筆頭格で、のちに2005年夏期から後続規格となったセキュアCDの推進役も務めた。他社がその適用を縮小する中で、演歌や歌謡曲の一部などを除き一律CCCD適用の姿勢を崩さなかったが、2006年にCCCDの販売から完全に撤退した。
音楽配信事業は東芝EMI時代から寛容的で、2007年5月31日から海外のEMIグループと歩調を揃えてiTunes StoreにてDRMフリー楽曲の提供を始めた。ソニー・ミュージックエンタテインメントがソニーとの関係から配信するウェブサイトが限定される状況とは対照的に、当初から様々なウェブサイトで配信されている。第3世代光ディスクは、当初から東芝主導で海外のEMIグループが参入していたHD DVDではなく、Blu-ray Discで参入を表明していた。

### 東芝の撤退、そして吸収合併
1994年以降、EMIグループが55%を出資、残りの45%を東芝が出資したが、2006年に東芝が保有全株をEMIグループへ売却、音楽ソフト事業から撤退することを発表。理由は東芝側の主力事業の経営資源投入強化による関連事業の見直しとEMI側からの買収の提案があり、両社がこれに同意したため。
2007年6月、EMIグループへの株式売却が完了、社名をEMIミュージック・ジャパン（EMI Music Japan Inc.、以下EMI-J）に変更。創立当初からのコーポレート・スローガンである“心への音楽”は継承された。
それから5年余りが経った2012年、英EMI本部がレコード部門をアメリカのユニバーサル ミュージックへ売却して消滅。これに伴い、ユニバーサル ミュージック合同会社（UML）とEMI-Jはグループ会社となり、経営統合に向けて両社で協議を行った結果、翌年の2013年、UML側がEMI-Jを吸収合併することで合意。EMI-Jも2013年3月をもって解散。旧東芝音楽レコード事業部時代から数えて通算58年の歴史に幕を下ろした。EMI-Jに存在したレーベルは一旦集約されEMI Records Japanとなったが、このうちVirgin Musicが2014年に独立した。

## 沿革
- 1955年10月 - 東芝が音楽レコード事業に参入する。EMIのHMVがRCAレコードと業務提携を打ち切り、キャピトル・レコードを傘下に収めたことで日本ビクターの音楽レコード事業部（現：ビクターエンタテインメント）はHMVのタイトルが販売不可能となり、その受け皿となった。第1回はヴィルヘルム・フルトヴェングラー指揮、ウィーン・フィルハーモニー交響楽団演奏、ベートーヴェン作曲、交響曲第5番「運命」[注 2]を、12インチLPで2300円で発売した。この「運命」を始めに同社がレコード事業を開始後の数年間は、英EMI、米キャピトル原盤の音源は本国からの輸入メタル原盤からプレスしたソフトが多かった。
- 1958年頃 - 静電気防止剤を混合したレコード「エバー・クリーン・レコード」を開発して発売する。配合剤添加による区別のため、盤面が赤色を呈していたことから「赤盤（英語版）」とも愛称された。
- 1959年3月 - ステレオ・レコードを発売する。トーマス・ビーチャム指揮、ロイヤル・フィルハーモニー交響楽団演奏、リムスキー=コルサコフ作曲「シェヘラザード」（ASC-1001）ほかを全タイトルともエバー・クリーン・レコードで発売した。自社製作でステレオ録音を開始する。
- 1960年10月1日 - 音楽レコード事業部門が分離独立して東芝音楽工業株式会社が設立される。設立時の資本金は1億5千万円である。
- 1962年 - 英EMIのコロムビアと日本コロムビアが契約終了により英コロムビア音源の発売権を取得し、EMI傘下レーベルは他レーベルと共同制作盤など一部を除きすべてが東芝から発売される。メロディアとEMIの共同制作盤は、アナログ盤時代にメロディアの発売権を有していたビクターエンタテインメントから発売された。CD化時にEMI側の権利から東芝EMIからの発売となった。
- 1971年10月1日 - 富士山の麓、静岡県御殿場市に最新鋭の生産機能を取り入れた御殿場工場を開設。
- 1973年9月5日 - ニュー・サウンズ・イン・ブラス第2集の発売開始。「発売開始の時の名前はヤング・ポップス・イン・ブラス!!」。以降、今日まで製造・発売している。
  - 10月1日 - キャピトルEMIが資本参加し、東芝イーエムアイ株式会社（東芝EMI）と改称。
- 1978年9月11日 自社製作におけるデジタル録音を、同社の第1スタジオにて開始する。最初の録音は、第一家庭電器用のLPソフトで、「サマータイム PCM vs Direct 山本剛トリオ+鈴木勲」[注 3]、同年11月配布開始）。デジタル（PCM）録音用のプロセッサーには、当時、市販前だった東芝製のAurex PCM-MK Iを使用し、記録レコーダーには、ソニーのU規格のVTRを使用した。翌年の夏頃から、Aurex PCM-MK IIを使った16ビット直線量子化によるデジタル録音を開始する。
- 1979年11月頃 - 自社製作において初めての、一般向け市販LPでのデジタル録音によるソフトを発売する。
- 1981年 - デジタル録音機としてPCMプロセッサー　ソニーPCM-1610を導入、運用開始。これを機に、Aurex PCM-MKIIを使ったデジタル録音は無くなっていった。
- 1982年5月24日 - 港区赤坂2丁目（溜池交差点脇）に本社ビルが完成。
  - 11月 - コンパクトディスクを発売する。製造はのちに自社で行なうまでCBS・ソニー静岡工場（現：ソニーDADCジャパン静岡工場）に委託した。
- 1983年頃 - 本社スタジオに、24チャンネルマルチデジタル録音機であるソニーPCM-3324を導入、運用開始。
- 1988年8月 - RCサクセションのアルバム『COVERS』発売中止騒動が起こる。
- 2005年12月26日 - 製造部門（東芝EMI御殿場工場）を分割。音楽ソフト制作事業に専念するために、光ディスク製造大手のメモリーテック、ゴールドマン・サックス証券らに売却。製造部門は売却後、トエミ・メディア・ソリューションズ株式会社となる。
- 2006年12月14日 - 東芝が、保有する東芝EMI全株式を2007年度上期中に210億円でEMIグループに売却すると発表。これに伴い、東芝EMIは東芝グループから離脱し、東芝は音楽事業から撤退。
- 2007年6月30日 - 社名を東芝イーエムアイ株式会社から株式会社EMIミュージック・ジャパンへ変更。なおTO、TT等の規格品番は引き続き使用された。
- 2008年2月18日 - 本社を赤坂5丁目（赤坂サカス内赤坂Bizタワー）へ移転。これにより赤坂2丁目（溜池）にあった旧本社ビルは解体された。
  - 3月5日 - Blu-ray Disc市場参入。第1弾は松任谷由実ライヴ映像作品「YUMING SPECTACLE SHANGRILA III」をDVDとBlu-ray Discの2フォーマットで同日発売。
- 2010年10月1日 - 旧・東芝音工時代から数えて、創立50周年を迎えた。
- 2012年10月1日 - 親会社（レコード部門）がユニバーサル ミュージック グループに買収されたため、ユニバーサル ミュージック合同会社（以下、UML）の子会社になる[3]。
- 2013年1月15日 - UMLの小池一彦CEOがEMIミュージックの社長を兼任する[4]。
  - 4月1日 - UMLがEMIミュージック・ジャパンを吸収合併する形で経営統合して解散[2]。邦楽制作部門は同社の傘下レーベルEMI Records Japanとして集約された後、EMI RecordsとVirgin Recordsに分割。規格品番（USM JAPAN発売分も含め）2013年9月発売分まではTO、2013年10月1日発売以降はTYに変更される。そして所属アーティストは全員UMLへ移籍。
- 2014年5月 - EMI Recordsの規格品番がUP＊＊に変更される。それまで使用していたTY＊＊はVirgin Records専用となる。USM JAPANが発売元となる作品はUPCY（邦楽）・UICZ（洋楽、カタログ販売等の邦楽も一部含む）に統一されている。

## 所属アーティスト

### 解散時に所属していたアーティスト
- AI（2011年〜）
- 赤い公園（2012年〜）
- ACIDMAN（2002年〜）

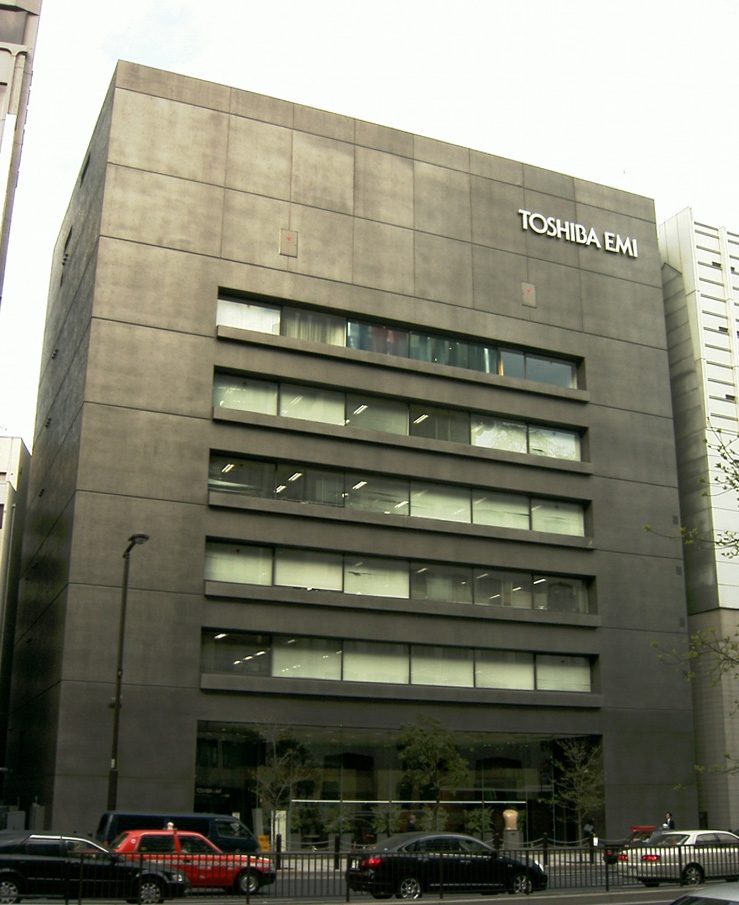
東芝EMI本社ビル（東京都港区赤坂2丁目）、2007年。「EMIミュージック・ジャパン」に社名変更した後は右上の「TOSHIBA EMI」の文字も取り外された。2008年に本社が赤坂Bizタワー27階へ移転したことに伴い取り壊され現存しない。跡地にはニッセイ溜池山王ビルがある。

- ASHLEY SCARED THE SKY（2013年）
- IU（2011年〜2013年）
- THE ALFEE（1997年〜）
  - 高見沢俊彦（1997年〜）
- 井上銘 (2011年〜）
- 今井美樹（2002年〜）
- アニタ・ムイ（1983年〜1984年活動休止）
- 宇多田ヒカル（1998年〜）
- OZROSAURUS（2012年〜）
- 片平実（2012年〜）
- 9mm Parabellum Bullet（2007年〜2016年）
- 清竜人（2009年〜2014年）
- quasimode（2009年〜2013年）
- geek sleep sheep（2013年）
- GREAT3（1995年〜2004年、2012年〜）
- 小南泰葉（2012年〜）
- 坂本冬美（1987年〜）
- The SALOVERS（2011年〜2015年活動休止）
- 椎名林檎（1998年〜）
- しおり（2007年〜2012年）
- SHINee（2011年〜）
- STUDIO APARTMENT（2012年）
- ストレイテナー（2003年〜）
  - ent（2012年）
- 高橋幸宏（2006年〜）
- 谷本知美
- Chie（2013年）
- 鎮座DOPENESS（2009年〜2012年）
- DJ KAWASAKI（2010年〜2013年）
- DJ HAZIME（2012年）
- T-ARA（2011年〜）
  - QBS（2013年）
- D.W.ニコルズ（2013年〜）
- the telephones（2009年〜2015年活動休止）
- 透明雑誌（2012年）
- 徳永ゆうき（2013年〜）
- 服部浩子（1990年〜）
- HaKU（2012年〜2016年解散）
- ハナエ（2011年〜）
- 原田知世
- B.D.（2013年）
- ビリケン（2003年〜2013年）
- ピンク・マルティーニ
- FIRE BALL（2002年〜）
  - FBDB（2005年）
- Base Ball Bear（2006年〜2018年）
- ベッキー♪#（2002年、2009年〜2012年）
- 布袋寅泰（1990年〜）
- Mye（2012年）
- 松任谷由実[注 4]（1972年〜）
- マドモアゼル・ユリア（2008年〜2013年）
- The Mirraz（2012年〜2014年）
- 三船和子（1983年〜）
- MIYAVI（2010年〜）
- 蜜（2012年〜2014年）
- MASS OF THE FERMENTING DREGS（2010年〜2012年活動停止）
- 森山愛子（2004年〜）
- 山川豊（1981年〜）
- 由紀さおり・安田祥子
- RADWIMPS（2005年〜）
- LEO今井（2007年〜2009年、2013年）

### 過去に所属していたアーティスト

#### ア行
- AH（1998年〜1999年）
- ART-SCHOOL（2002年〜2004年）
- aika（2006年）
- 相川恵里（1988年〜1990年）
- ICE（1993年 → 2002年にユニバーサル ミュージックへ移籍）
- RCサクセション（1970年〜1991年）（1970年から解散に至るまで所属。「COVERS」は発売中止騒動によりキティレコードから発売）
  - 忌野清志郎（1982年〜2009年5月没）
- I THE TENDERNESS（2005年）
- ICE（1993年〜1998年）
- 愛名（2005年）
- 相本久美子（1980年〜1981年）（CBS・ソニーから移籍）
- Eins:Vier（アインスフィア）（1999年）
- 赤い鳥（1970年〜1974年）（デノンレーベルから移籍。アルファ・アンド・アソシエイツが原盤制作。現在、音源はソニー・ミュージックダイレクトから発売）
- あかいとんこ (TONKO)（2005年）
- 朝丘雪路（1961年頃）（日本コロムビアから移籍 → 日本クラウン → CBS・ソニー）
- 浅川マキ（1968年〜2010年1月没）（作品によりエキスプレスレーベルとイーストワールドレーベルが混在）
- ACID LOVE（1993年〜1994年）
- A-JARI（1986年〜1989年）
- ASKA（1995年〜1999年）（ポニーキャニオン → EMIミュージック・ジャパン（以下EMI-J） → ヤマハミュージックコミュニケーションズ → ユニバーサル ミュージック）
- 東野純直（1996年〜2000年）（コンチネンタル → EMI-J）
- advantage Lucy（1998年〜2001年）
- 安部恭弘（1982年〜1988年）
- 鮎川麻弥（1990年〜1992年）（キングから移籍 → インディーズ）
- amin（2004年〜2005年）
- 安室奈美恵（1992年〜1995年）（ → エイベックス → 芸能界引退）
- アリス（1971年〜1979年）（谷村新司、堀内孝雄、矢沢透 → ポリスター設立に関与し移籍）
- ALI PROJECT（1992年〜1995年）（ → ビクターエンタテインメント → JVCエンタテインメント（フライングドッグ））
- アルファ（2002年〜2008年）（ → ユニバーサルJへ移籍）
  - アルファ&DJ TASAKA（2006年）
- URCHIN FARM（2007年〜2008年）（ → TOORIGHT!! RECORDS）
- 安西マリア（1973年〜1975年）（ → ビクター → 引退 → 復帰 → 2014年3月没）
- EAST UP LINE STARS（2006年）
- イエロー・マジック・オーケストラ（YMO）（1993年）（ → 活動休止 → エイベックス）
- 五十嵐夕紀（1977年〜1981年）
- 池上ケイ（2007年〜2008年）
- 池田政典（1986年〜1992年）
- 井上鑑（1981年〜1986年）
- 諫山実生（2002年〜2007年）
- 井沢八郎（1963年〜?）（ → 日本コロムビア → テイチクレコード → センチュリー。2007年没）
- 石川優子（1987年〜1990年）（ラジオシティから移籍→音楽活動からは引退）
- 石坂智子（1980年〜1981年）
- 石田ゆり（1970年〜1971年）（いしだあゆみの実妹。現なかにし礼夫人）
- 石嶺聡子（1994年〜2002年）
- 和泉雅子（1965年〜1971年）
- 李成愛
- 伊藤銀次（1986年〜1992年）（ → ブルーワンミュージック → フリー、シティ・ポップス系アーティスト兼プロデューサー）
- 伊藤咲子（1974年〜1982年）
- 稲垣潤一（1982年〜1984年）（ → ファンハウス（現・Ariola Japan）設立に関与し移籍 → BMGビクター（ファンハウスと合併前、のちのBMG JAPAN） → Imperial Records → USM Japan/ユニバーサル ストラテジック マーケティング ジャパン）
- 175R（2003年〜2010年）
  - SHOGO（2006年）
- 井上堯之バンド（1997年の新メンバーによる再結成時）
- インスタントシトロン（1993年〜1994年）
- INSPi（2006年）
- WEST SIDE（2001年）（ → R and Cへ移籍）
- water（1998年〜2000年）
- VOW WOW
- 植木等（ → ファンハウス）
- 上原奈美（2005年〜2006年）
- 宇崎竜童（ → コロムビアミュージックエンタテインメントへ移籍）
- 宇崎竜童 & RUコネクション with 井上堯之（1994年〜1997年）
- うたまろ（2006年）（ → ロックチッパーレコードへ移籍）
- 内田高子（1963年）（ → テイチク → ユニオンレコード）
- 有頂天（1990年〜1991年）（ナゴムレコード（インディーズ） → キャニオン・レコード → 再度インディーズへ → EMI-J）
- ウルフルズ（1992年〜2007年）（ → ワーナーミュージック・ジャパンへ移籍）
  - トータス松本（2003年～2003年）
- ULTRAS（2000年〜2006年）
- AIR（2002年〜2005年）
- ak（1998年〜2002年）
- 8/15（エイトパーフィフティーン）（2001年）
- SxOxB（2003年）
- えなりかずき（2001年）
- M-BAND（EPIC・ソニーから移籍→解散。1999年に再結成しインディーズで活動）
- Electrical LOVERS（2002年〜2004年）
- ELECTRIC MAMA（2008年）
- エレファントカシマシ（1996年〜2006年）（EPIC・ソニー → ポニーキャニオン → EMI-J → ユニバーサル ミュージック）
- 遠藤久美子（1998年〜2000年）
- 遠藤賢司（1969年）
- 遠藤ミチロウ（1985年）（ → キングレコード → インディーズ）
- 及川光博（1996年〜2006年）
- 大石円（1992年〜2001年）（ → コロムビアミュージックエンタテインメントへ移籍）
- 大久保伸隆（2004年）
- 大黒摩季（1992年〜1993年、2001年〜2008年）（1993年にB-Gram RECORDSに移籍、2001年にEMIミュージック・ジャパンに復帰、2009年にCAMエンタテインメントヘ移籍、2010年32RECORDS へ移籍、2016年、ビーイング再契約）
- 大島花子（2003年）
- 大城バネサ（2003年〜2008年）
- 大塚博堂（1980年〜1981年5月没。フィリップスレコード → EMI-J）
- 大西順子（1992年〜2009年）（ → ユニバーサル ミュージックへ移籍）
- 大橋巨泉（2016年没）
- 欧陽菲菲（1971年〜?）（ → ユニバーサル ミュージック → 徳間ジャパンコミュニケーションズへ移籍）
- 大野靖之（2005年）
- 大貫妙子（1991年〜2003年）（日本クラウン → RVC → MIDI INC. → EMI-J → ソニー・ミュージックダイレクト）
- 大形久仁子（1967年〜1972年）（CBS・ソニーに移籍し内田あかりに改名）
- 大竹佑季（2005年〜2006年）
- 大場久美子（1977年〜1979年）（ → キティレコード → ガウスエンタテインメント（現・徳間ジャパンコミュニケーションズガウス制作室。林寛子・あべ静江・沢田亜矢子とのユニット「女盛りゲザデレタ」名義のみ） → インディーズ）
- 大森玲子（1998年〜2000年）
- 岡崎友紀（ → ワーナー・パイオニア）
- 小川知子（1968年〜?）
- 沖仁（2006年〜2007年）
- 奥村愛子（2004年〜2006年）
- 奥村チヨ（1965年〜1974年）（ → ビクター → 徳間ジャパン → テイチクエンタテインメント）
- 奥山佳恵（1992年）
- 尾崎亜美（1976年〜1979年）（ → キャニオン・レコード → EMI-J（再移籍） → BMGビクター → ビクターエンタテインメント → コロムビアミュージックエンタテインメント → ソニー・ミュージックダイレクト → テイチクエンタテインメント）
- 押尾コータロー（2002年〜2005年）（ → 東芝EMI → SME Records）
- 小谷美紗子（2003年）
- 落合博満（2004年）
- お兄やん、お姉やん & たかみー（2003年）
- 鬼束ちひろ（2000年〜2004年4月に急遽契約解約、ユニバーサル ミュージック・A&Mレコードに移籍）
- 小野瀬雅生ショウ（2006年）
- 小野リサ（1997年〜2006年）（ → エイベックスへ移籍）
- おばけえび（2003年）
- オフコース（1969年〜1983年）（ → ファンハウス設立に関与し移籍）
- ORIGINAL LOVE（1990年〜1994年）（1995年ポニーキャニオンに移籍）
- オールウェイズ（1992年〜1994年）（キングから移籍・現在は事実上活動停止中）

#### カ行
- KAANA（2001年）
- 甲斐バンド（1974年〜1986年、1996年、2007年〜2010年）（ファンハウス設立に関与し移籍 → ファンハウス時代の音源を買い戻してEMI-Jに再度移籍 → イーストウェスト・ジャパンで活動再開 → 再結成等で一時的にEMI-Jに所属）
- KAI FIVE（1991年〜1992年）（ → ポニーキャニオン → 活動休止）
- 甲斐よしひろ（1987年〜1993年、1996年〜1997年）（ → ポニーキャニオン → EMI-J → SME → オーマガトキ → ユニバーサルミュージック → 日本クラウン → 現在はプライベートレーベルbloom labelに所属）
- CAO（2000年）
- 柏原芳恵（フィリップス・レコード → EMI-J。現在はフリーボードに所属）
- 和希沙也（2003年）
- 片平なぎさ（1975年〜?）
- 河童巻（2003年）
- 克美しげる（1961年〜1975年、2013年2月没）
- 加藤あすか（2000年〜2001年）
- 金沢景子（1967年〜1971年）
- 嘉納ひろし
- かまやつひろし（1975年〜1976年、1981年〜1982年）（ 日本フォノグラム → EMI-J → トリオレコード → EMI-J →  ワーナー・パイオニア → フォーライフ → avex io → インディーズ 2017年3月没）
- 紙ふうせん（1974年〜1976年）（アルファ・アンド・アソシエイツが原盤製作 → CBS・ソニーへ移籍。現在、音源はソニー・ミュージックダイレクトから発売）
- KAME&L.N.K（2007年〜2009年）
- 加藤清史郎 & アンクル☆させ（2009年）
- 加山雄三（ファンハウス設立に関与し移籍 → ドリーミュージック設立に関与し移籍）
- 辛島美登里（1995年〜2003年）（ファンハウス → EMI-J。一旦インディーズを経て現在はソニー・ミュージックダイレクト）
- 川島なお美（1981年〜1986年）（キャニオン・レコード → EMI-Jを経てキングレコードへ移籍。2015年9月逝去）
- Keyco（2000年〜2004年）
- 氣志團（2002年〜2008年）（2009年、影別苦須 虎津苦須（avex trax）へ移籍）
- 北の富士（1969年）
- 北野玲子
- 北原ミレイ（ → ワーナー・パイオニア → SMS → 徳間ジャパンコミュニケーションズ）
- 吉川晃司（1989年〜1996年）（SMS → EMI-J → ポリドール → キティMME → 徳間ジャパンコミュニケーションズ → Far Eastern Tribe Records → ワーナーミュージック・ジャパン）
  - DISCOK2TWINS（2006年）
- Kimonos（2010年）
- ザ・キャプテンズ（2005年〜2006年）
- Cubic U（1999年）
- 清貴（2000年〜2003年）
- 綺羅（2002年）
- キラーメイ（1989年解散。のちにEMMAとANNIE（実の兄弟）はTHE YELLOW MONKEY結成に参加）
- キリンジ（2003年〜2004年）（ワーナーミュージック・ジャパン → EMI-J → コロムビアミュージックエンタテインメント）
- KING BROTHERS（2001年〜2003年）
- クーペ（2003年）
- COOL DRIVE（2003年〜2004年）
- 日下ひかる（1992年）
- 櫛引彩香（1999年〜2002年）
- 熊谷幸子（1992年〜1998年）
- KRUD（2001年）
- 倉橋ルイ子（ポリドール → EMI-J）
- CLIP CRHYMERZ（2003年〜2004年）
- 栗本慎一郎（1992年）
- GLAY（2003年〜2010年）（フォーライフミュージックエンタテイメントへ移籍）
- クレージー・キャッツ（1961年〜1986年）
- GREAT ADVENTURE（2006年〜2008年）
- GREAT3（1995年〜2004年）
  - 片寄明人（2000年）
- くまいもとこ（2003年）
- Kumami（2008年）
- Clingon（2000年〜2001年）
- CLOSE（1999年〜2001年解散）
- Cronus（1999年〜2000年）
- 黒木憲（1967年〜1969年）
- 黒夢（1994年〜1999年無期限活動停止。2010年に活動再開を発表後、エイベックスに移籍）
- 桑田靖子（1983年〜1988年）（彩子名義でビクターエンタテインメントへ移籍）
- 桂銀淑（1985年〜1996年）（NAYUTAWAVE RECORDSへ移籍）
- ケーシー高峰（1970年〜1973年、1986年〜1987年）
- Keison（2003年）
- KP（2003年）
- 香田晋（キングレコードへ移籍）
- CORE OF SOUL (2001年〜2006年)
- 好色人種 (2006年〜2007年)
- GO!GO!7188（2000年〜2006年）（Ariola Japanへ移籍）
  - 中島優美（2004年）
  - チリヌルヲワカ（2005年）
- ザ・ゴールデン・カップス（1967年〜1971年）
- ゴールデンハーフ（1970年〜1974年）
- 小久保淳平（2001年〜2003年）
- 九重佑三子（1963年〜?）
- 越路吹雪（1980年11月没）
- 小島嵩弘（1996年）
- 児玉キサ
- coba（1991年〜2009年）（ → 2005年、ビクターエンタテインメントへ移籍）
- 小橋賢児（1996年〜1998年）
- 小林麻美（1972年〜1983年）（CBS・ソニーへ移籍 → 引退）
- COBRA（1999年〜2001年）

#### サ行
- Saigenji（2005年〜2006年）
- 西郷輝彦（年〜年）（80年代に日本クラウンから移籍してきたが、平成初期にクラウンへ復帰。）
- 阪井あゆみ（2009年〜2010年）
- 坂上香織（1988年〜1990年）
- 坂本九（1960年〜1984年）（ファンハウスへ移籍するも、1985年8月日本航空123便墜落事故で死亡）
- SAKURA）（1997年〜2006年）
- SADS（1999年〜2000年）（ → BMGファンハウス → ユニバーサル ミュージック → 無期限活動停止 → 活動再開、エイベックスに移籍）
- 佐藤隆（1984年〜1993年）（日本コロムビアから移籍）
- 佐藤博（1995年〜?）（日本コロムビア → キティレコード → アルファレコード → EMI-J → インディーズ、2012年10月没）
- ザ・ドリフターズ（1968年〜1976年）（ → サウンズ・マーケッティング・システム（SMS）（1977年〜1988年）へ移籍）
- Something ELse（1996年〜2004年）
- 沢口靖子（1984年〜1988年）
- 沢田研二（1985年〜2001年）（ポリドール → EMI-J → 自主制作レーベルのJULIE LABELより発売）
- 三代目魚武濱田成夫（2007年）
- サンディー&ザ・サンセッツ（1985年〜1990年）(アルファ・レコード → EMI）
- GQ06（2003年）
- G-CRISIS（1996年〜1997年）
- SEEDA（2011年〜2012年）
- ジェリー藤尾（EMI-J → CBS・ソニー）
- Ciel（吉田玲奈・川田沙優）（2007年）
- shame（1999年〜2002年）（ → コロムビアミュージックエンタテインメントへ移籍）
- Sister Q（2005年〜2006年）
- 篠原美也子（1995年〜2009年)（テイチクエンタテインメント → EMI-J → インディーズへ）
- ジミ・シジミ（2011年）
- 清水美恵（1992年）
- 下條アトム
- ジャックス（1968年〜1969年）（タクト → コロムビア → EMI-J）
- Jackson vibe（2003年〜2006年）
- SHAZNA（1998年〜2000年）（BMGジャパンから移籍 → 活動休止 → インディーズ（ネット配信）で活動再開 → 2009年3月解散）
- ジュディ・オング（1985年〜2003年）（日本コロムビア → CBS・ソニー → EMI-J → ビクターエンタテインメント）
- 少女隊（1988年〜1989年）（日本フォノグラム → EMI-J）
- 城卓矢（1963年）
- 城南ウォーリアーズ（2004年）
- 城みちる（1973年〜1976年）（芸能界復帰から7年後、ビクターエンタテインメントへ移籍）
- SHOW-YA（1985年〜1992年、2005年）
- 庄野真代（日本コロムビア → EMI-J → ファンハウス → S2S（自主制作レーベル））
- JYONGRI（2006年〜2010年）
- JAMOSA（2006年〜2007年）（ → エイベックス）
- ジローズ（1968年〜1972年）
  - 杉田二郎（ → ファンハウス設立に関与し移籍 → アップフロントワークス・ライスミュージック）
- 城田じゅんじ
- ZNX（1994年〜1995年）
- Shing02（2003年〜2004年）
- JING TENG（2007年〜2008年）
- ずうとるび（1976年〜1980年）（エレックレコード・愛レーベル → EMI-J → 解散）
- SUPER BUTTER DOG（1997年〜2003年、2007年〜2008年）
  - レキシ（2007年）
- 鈴木雄大（1982年〜1984年）
- 鈴木紗理奈（1997年〜2000年）（現在はMUNEHIROの名でレゲエシンガーとして音楽活動再開）
- SUPER BELL"Z（1999年〜2005年）
- THE★SCANTY（2001年〜2003年）
- スターター吉田&堀内佳（2004年）
- スチャダラパー（1995年〜1996年）
- Stereo Fabrication Of Youth（2003年〜2005年）
- 須藤元気（2006年）
- stray（1994年〜1999年）
- ストロベリー・フラワー（2001年〜2004年）
  - ストロベリー音楽団（2002年）
- SPIRAL SPIDERS（2007年）
- SPEEDWAY（1979年〜1982年活動停止。メンバーの小室、宇都宮、木根はTM NETWORKを結成しEPIC → R&Cに移籍）
- Spinna B-ILL（2005年〜2006年）
- Splash Candy（2005年〜2007年）
- Springs（2003年）（平野綾が所属していたアイドルグループ、平野 → ランティス（現・バンダイナムコフィルムワークス） → UNIVERSAL SIGMA）
- ズボンズ（2000年〜2002年）
- SMOOTH ACE（2000年〜2004年）
- three NATION（2003年〜2006年）
- スリーファンキーズ（1962年〜1965年）
- SAY（2009年〜2011年）
- 清家千晶（2001年〜2004年)（ → インディーズ）
- SEX MACHINEGUNS（1998年〜2008年12月で契約解消、現在はインディーズレーベルのMRSentertainmentで活動中）
  - Anchang（2007年）
- Z-1（1999年〜2000年）（上戸彩が所属していたアイドルグループ、上戸 → ポニーキャニオンに移籍、根食真実 → 徳間ジャパンコミュニケーションズに移籍）
- Sepia'n Roses（1991年〜1997年）
- ZEPPET STORE（1999年～2003年）
- ゼリ→（1999年〜2001年 → インディーズ → 2008年、ドラムのコーヘイの不祥事により解散）
- theSoul（2006年〜2009年）
- ソノダバンド（2011年）
- SOPHIA（2004年〜2008年）（トイズファクトリー → EMI-J → ユニバーサルJへ移籍）

#### タ行
- TAICHI MASTER（2005年）
- 高田志麻（2002年〜2003年）
- 高中正義（1985年〜1999年）（キティレコード → 東芝EMI → ラグーンレコード）
- 高野寛（1988年〜1997年）
- 高宮マキ（2002年〜2004年）
- 高見山大五郎（1977年〜1979年）
- 田口理恵（2001年）
- 竹内めぐみ（2003年〜2004年）
- タサツ（2003年）
- 立花理佐（1987年〜1988年）（EMI-J → バンダイ・ミュージックエンタテインメント → 徳間ジャパンコミュニケーションズ）
- DABO（2006年〜2010年）
  - MABO（2005年）
- たま（1992年〜1994年）（インディーズレーベル、地球レコードを設立し移籍 → パイオニアLDCにて2度目のメジャーデビュー → 再びインディーズレーベル地球レコードに戻り、2003年に解散）
- 田村英里子（1989年〜1995年）
- 田村進二（1965年〜?）（現在は歌手業を引退し、弦哲也の名で作曲家として活動）
- 太郎（2006年）
- 千秋（2000年〜2002年）
- Changin' My Life（2001年〜2003年）
  - myco～CML（2003年〜2004年）
- Cheri（2003年〜2004年）
- CHASE（1994年〜1995年）（解散）
- チキンガーリックステーキ（2002年）
- Chatter 8th woman（2000年）
- チューリップ（1971年〜1984年）（ファンハウス設立に関与し移籍）
  - 財津和夫（1978年〜1980年）
- CHIROLYN（2000年〜2002年）
- TWIGY（1998年〜2006年）
- 辻沢杏子（1984年〜1985年）
- つちやかおり（1982年〜1986年）（元布川敏和夫人）
- 椿（2003年〜2005年）
- 円谷憂子（1997年）（バップ → ポリスター → EMI-J）
- つボイノリオ（1985年〜1996年）（エレック → CBS・ソニー → キングレコード → EMI-J → インディーズ）
- D[diː]（2003年〜2004年）
- DJ OZMA（2006年〜2008年）（avex traxへ移籍）
- DJ JIN（2010年）
- DJ TATSUTA（2005年）
- DJ HASEBE（2003年）
- DJ YUTAKA（2003年〜2004年）
- This Time（1996年〜?年）
- tick（ティック）（2008年〜2009年）
- DEFYER（1990年〜1991年）
- detroit7（2005年〜2006年）
- デューク・エイセス（1964年〜?）
- 寺尾聰（1974年〜1987年）（ → avex io）
- てん・むす（2001年）
- To Be Continued（1998年〜2000年）
- 東京事変（2004年〜2012年2月閏日に解散）
- 東京60WATTS（2004年）
- 東儀秀樹（1996年〜2004年）（ → ユニバーサル・クラシックス）
- 富田靖子（日本コロムビア → EMI-J）
- ともさかりえ（1997年〜2000年）
- drug store cowboy（2000年〜2004年）
- トラビット（2005年）
- ドリームズ・カム・トゥルー（1997年〜2002年）（ソニー・ミュージックエンタテインメント（EPIC・ソニー） → EMI-J（ヴァージンDCT） → 自主制作（DCTレコーズ） → UNIVERSAL J → NAYUTAWAVE RECORDS → UNIVERSAL SIGMA）
  - FUNK THE PEANUTS（1999年）
- ザ・ドリフターズ（東芝 → ワーナー・パイオニア → 東芝 → SMS）
- トワ・エ・モワ（1969年〜1973年）（ → ファンハウス → ユニバーサル → キングレコード）

#### ナ行
- 永田英二（1969年〜1973年）（ → CBS・ソニー（八田英士名義） → RVC → ビクターレコード（永田英士名義） → 現在は長田栄二名義で音楽プロデューサーとして活動中）
- 中坪健
- なかにし礼（1979年）（フォーライフレコードから移籍）
- 中原めいこ（1982年〜1991年）
- 長渕剛（1978年〜1996年）（ → フォーライフミュージックエンタテイメント → NAYUTAWAVE RECORDS）
- 中村一義（2000年〜2003年）
- 中村美律子（ → キングレコード）
- 渚ゆう子（1967年〜?）
- ナンバーガール（1999年〜2002年）
- 西田敏行（1976年〜?）（ → CBS・ソニー／ソニーレコード → ソニー・ミュージックアソシエイテッドレコーズ → ビクターエンタテインメント）
- 西村知美（1986年〜1994年）
- 猫（1972年）（直後にCBS・ソニーに移籍）
- Nemotroubolter（2008年）
- ザ・ネロリーズ（1993年〜1995年）（ → インディーズ）
- 野崎美波（2005年）

#### ハ行
- PERSONZ（1993年〜2002年）（テイチク/コンチネンタルレーベル → EMI-J）
- ハートバザール（2000年〜2001年）
- Hi-Timez（2004年〜2006年）
- HI-D（2005年〜2008年）
- BITE 4 FIGHT（2000年）
- HIFANA（2007年〜2010年）
- パティ（1980年〜?）
- ハイ・ファイ・セット（1978年〜1983年）（アルファ・アンド・アソシエイツ時代から、後にCBS・ソニーへ移籍。アルファ時代の音源はソニー・ミュージックダイレクトから発売。1994年9月解散後は山本潤子のみソロで活動中）
- PAO（ → 1980年、ビクターエンタテインメントへ移籍。間宮貴子は1979年に脱退、キティ・レコードへ移籍）
- 箱崎晋一朗（1988年7月没）
- ハナレグミ（2002年〜2008年）（ → 2009年、ビクターエンタテインメントへ移籍）
- PAPA B（2004年〜2009年）
- パピーペット（2005年）
- 浜崎貴司（2003年〜2004年）
- 林明日香（2003年〜2005年）（BBMCへ移籍）
- 早見優（トーラスレコード → EMI-J）
- 原日出子（1980年〜1982年）
- HUNGRY DAYS（2004年〜2006年）
- 半野喜弘（2005年）
- BE THE VOICE（2005年）
- BIIR（ビーツーアール）（1998年〜1999年）（解散）
- PIERROT（1998年〜2000年）
- 東田トモヒロ（2003年〜2004年）
- ヒカシュー（1979年〜1983年、1996年〜1998年）（ → 日本コロムビア → 日本クラウン → バップ → 徳間ジャパン → EMI-J。現在はインディーズで活動。）
- 樋口了一（1993年〜1997年）（ → インディーズ → テイチクエンタテインメントへ移籍）
- ビスケット・ファン（1998年〜1999年）
- BIGBELL（2003年〜2007年）（ → AtoNo Records → ユニバーサル ミュージックへ移籍）
- 尾藤イサオ（1964年〜1981年）
- 久石譲（1992年〜1993年）（ → パイオニアLDC → ポリドール・レコード → ユニバーサル ミュージック）
- 微熱DANJI（2004年〜2005年）
- ビビ（2003年）
- 氷室京介（1985年〜1994年、2002年〜2011年）（BOØWYメンバーだった1985年より在籍。1995年のポリドール移籍を経て、2002年秋にEMIに復帰するも、2011年10月ワーナーに移籍）
- 姫神（2003年〜2004年）
- 100s（ヒャクシキ）（2004年〜2005年）
- pupa（2008年〜2010年）
- Vlidge（2000年〜2003年）
- 広沢タダシ（2001年〜2003年)
- 廣重綾（2005年）
- 弘田三枝子（1961年〜1964年末に日本コロムビアへ移籍。私生活上の理由から1977年に日本コロムビアを退社し渡米 → 1980年に帰国後はフリーの立場で活動中）
- THE BOOM（1999年〜2005年）（Sony Records → EMI-J → avex）
  - 宮沢和史（1998年〜2005年）（THE BOOMのEMI-J移籍に先駆けてソロでSony Recordsから移籍、その後はエイベックス内FIVE D plusへ移籍）
- フォー・セインツ
- ザ・フォーク・クルセダーズ（1967年〜1968年）
  - 加藤和彦（ → サディスティック・ミカ・バンド → ソロ → CBS・ソニーへ移籍、2009年10月没）
  - 北山修
  - はしだのりひこ（ → シューベルツ → クライマックス → エンドレス → ソロ）
- PHONES（2003年〜2006年）
- FoZZtone（2007年〜2013年）
- 福沢恵介
- 福田沙紀 (2009年〜2010年)
- 藤川なお美 (1993年〜1994年)
- 藤島桓夫 (1960年〜1994年死去)
- フジファブリック（2004年〜2009年）（ソニー・ミュージックアソシエイテッドレコーズへ移籍）
- THE PRIVATES（1987年〜1994年）
- BLOODY IMITATION SOCIETY（1998年〜1999年）
- bloodthirsty butchers（2001年〜2003年）
- BLEACH（2001年）
- フリーボ（1997年〜2000年）
- Prière（プリエール）（2004年）
- BULLSHIT（2000年〜2001年）
- Fleming Pie（2000年〜2002年）
- PE'Z（2002年〜2006年）
- PERIDOTS（2006年）
- ペンギンノイズ（1997年〜1999年）
- PENPALS（2001年〜2003年）
- BOØWY（1985年〜1988年）（ビクター → 徳間ジャパン → EMI-J、元メンバーのうち布袋寅泰のみ現在もEMI所属）
- ポケットビスケッツ（1996年〜2000年）（企画として活動を開始した親番組の終了・およびメインボーカルである千秋のソロデビュー（ジャパン・ミュージック）により解散）
- 星井七瀬（2003年〜2005年11月で契約解消、現在はエイベックス所属）
- 本多俊之（1982年〜1996年）
- 本田美奈子（1985年〜1990年）（2005年11月没。EMI-J → マーキュリーME → 日本コロムビア → 日本クラウン）

#### マ行
- マイナーリーグ（2001年〜2002年）
- マイナスターズ（2005年）
- 牧謙次郎（1999年〜2001年）
- 槇原敬之（2004年〜2006年）（ワーナーミュージック・ジャパン → Sony Music → ワーナーミュージック・ジャパン → EMI-J → 2007年7月でavex内J-more → Buppuレーベル（個人レーベル））
- 茉樹代（2003年〜2004年）（現・川島茉樹代）
- magoo swim（マグースイム）（1996年〜2000年）
- マザー・グース（1976年〜1978年）
- 松尾ジーナ
- 松井常松（1989年〜2009年）
- 松田亮治（2006年）
- MACKA-CHIN（2006年〜2007年）
- 松阪晶子（1993年〜1997年)（バンダイ・ミュージックエンタテインメントに移籍）
- 松山恵子（2006年5月没。マーキュリーME → EMI-J）
- 黛ジュン（1967年〜1969年）（ → 日本フォノグラム → キャニオンレコード → CBS・ソニー）
- MULTI MAX（1991年〜1997年）（現在活動休止中、ASKAのソロやCHAGE and ASKAに先駆けて、ポニーキャニオン → EMI-Jに移籍）
- 美川鯛二（1957年〜?）（現・中村泰士）
- MISA（2005年〜2006年）
- Missile Girl Scoot（1999年〜2003年）
- 水原弘（1959年〜?）（1978年7月没）
- 三田村邦彦（ → TDKコア → 日本コロムビア）
- 緑魔子（1967年〜1970年）
- ムーンライダーズ（1991年〜?）（日本クラウン → 徳間ジャパン → RVC → ポニーキャニオン → EMI-J → ファンハウス → キューンレコード → ドリームマシーン → プライベートレーベルMoonriders Records）
- 村田英雄（1971年〜2001年）（2002年6月没。日本コロムビア → EMI-J）
- 室井滋（2000年）
- MEN'S 5（1997年〜1999年）（ポニーキャニオン → EMI-J → ガウスエンターテイメント → インディーズ）
- ザ・モップス（1969年〜1974年）（ビクターレコード → リバティレコード（旧東芝音工））（鈴木ヒロミツ、星勝）
- 茂木ミユキ（もてぎミユキ）（2002年）
- 森奥愛（2003年〜2004年）
- 森川美穂（1990年〜2000年）（バップ → EMI-J → ヤマハミュージックコミュニケーションズ → ベルウッド・レコード → キャピタルヴィレッジ → 現在徳間ジャパンコミュニケーションズ）
- 森山加代子（ → 日本コロムビア）
- 諸口あきら（1973年〜?）

#### ヤ行
- 矢井田瞳（2000年〜2005年10月で契約解消、インディーズレーベルの青空レコードで活動後、ユニバーサル ミュージックへ移籍）
- 薬師丸ひろ子（1983年〜1991年）（映画「Wの悲劇」までの音源は角川書店が所持）
- 矢沢永吉（1988年〜2007年）（CBS・ソニー → ワーナー・パイオニア → EMI-J → インディーズレーベルのGARURU RECORDSに移籍）
- 安永亜衣（1988年）（テイチク → EMI-J）
- 安田一葉（1990年〜2004年）
- 柳原幼一郎（1995年）[注 5]
- やなわらばー（2004年〜2005年）
- 矢野真紀（1999年〜2004年）
- 山内賢
- 山口いづみ（1972年〜1973年）
- 山下久美子（1991年〜?）（日本コロムビア[注 6] → EMI-J → キングレコード → テイチク）
- 山下敬二郎
- 山寺宏一
- 山本一太（2003年）
- 山本達彦（1982年〜1988年）（EMI-J → アルファ・レコード）
- ヤン・スギョン（1990年〜1996年）
- the youth（2002年〜2004年）
- 有里知花（ゆうりちか）（2001年〜2003年）
- 湯川潮音（2005年〜2010年）
- 遊佐未森（1997年〜2003年）（EPIC・ソニーから移籍 → ヤマハミュージックコミュニケーションズに移籍）
- UNITED JAZZY（2000年〜2001年）
- unistyle（ユニスタイル）（2010年）
- 弓木英梨乃（2009年〜2010年）
- 吉井和哉（2006年〜2013年）（ → 日本コロムビア）
- 吉村潤（2003年〜2004年）
- 芳本美代子（テイチク → EMI-J）
- より子（2005年〜2009年）

#### ラ行
- RISE FROM THE DEAD（2001年〜2002年）
- らっぷびと（2009年〜2010年）
- ラバーキャロッツ（2004年〜2005年）
  - 玉手ゆういち（2007年〜2009年）
- LUV AND RESPONSE（2007年〜2008年）
- Laputa（1996年〜1999年）（ → 日本クラウンへ移籍・2004年9月解散）
- LAUGHIN' NOSE（1988年〜1991年）（インディーズ → バップ → EMI-J → 一度解散 → インディーズで活動再開）
- ランキンタクシー（2002年）
- ザ・リガニーズ（1968年〜1970年）（後に元メンバーの新田和長はファンハウスを設立。現在はドリーミュージック取締役兼エグゼクティヴプロデューサー）
- りりィ（1972年〜1981年）（ → ビクターインビテーション → BMG JAPAN → 「Lily-Yoji（りりィアンドよーじ）」として日本コロムビアに在籍）
- ザ・リリーズ（1975年〜1981年）（EMI-J → ポリスター）
- Lily Chou-Chou（2001年）
- LIL（2010年〜2012年）
- LIL'VIV（2001年）
- ROOM（2004年）
- ルルティア（2001年〜2005年6月で契約解消、現在は自主レーベル・PHOERIX RECORDSに移籍、インディーズで活動）
- 麗蘭（1991年〜1993年）
- ロッキンチェアー（2000年）

#### ワ行
- ザ・ワイルドワンズ（1966年〜1984年）（EMI-J → ファンハウス）
- 和田加奈子（1985年〜1991年）（引退）
- WANDS（1991年〜1993年11月にB-Gram RECORDSに移籍、2000年解散）

## レーベル
複数のレーベルに所属しているアーティストも存在していた。2013年4月以降は、ユニバーサル ミュージックの傘下レーベル「EMI R」（ → Virgin Music）、および「EMI Records」（一部例外あり）に統一したためこれらのレーベルは一部を除き消滅した。
※☆はユニバーサル ミュージック Virgin Music/EMI RECORDS以降も継続中のレーベル
- イーストワールド（EASTWORLD）☆
- エキスプレス（EXPRESS）☆
- スイートスプエスト（suite supuesto！）
- サクラスターレコード（SakuraStar Records）☆ - 2007年9月より発足。下記の東芝レコードレーベルの後継となる演歌・歌謡曲専門レーベル。
- EMIレコード ☆
  - アップルレコード ☆
  - キャピトル・レコード ☆
    - ブルーノート・レコード ☆

  - ヴァージン・レコード ☆（かつて存在していたレコード会社「ヴァージン・ジャパン」とは別）
- i-DANCE
- RESERVOTION
- AWAKE SOUNDS

EMIミュージック・ジャパンは以下の5カンパニーに分かれ、CD発売をはじめとした業務を行なっていた。
- Capitol Music
- Foozay Music
- International（洋楽）
- Strantegic Marketing（過去所属のアーティストによる音源・ジャズ・クラシックを中心に取り扱っていた）
- Virgin Music

東芝EMI、EMIミュージック・ジャパン時代に消滅したレーベル
- 東芝レコード（Toshiba RECORDS） - 演歌、歌謡曲専門レーベル。先述した通り2007年の東芝グループの離脱により商標が使用できなくなったため。最後まで旧ロゴ・通称東芝傘マークを使用していた。また、当レーベルに所属した歌謡曲・演歌を除く一部の邦楽系アーティストは過去に所属していたアーティストを含め、事実上、エキスプレス、イーストワールド、キャピトルなど他の東芝EMIのレーベルに移動した[注 7]。
- MELODY STAR RECORDS
- RESERVOIR RECORDS
- TM FACTORY
- radiosonic records - アップストリーム所属アーティスト向けレーベル。品番はTOCX-○○。現在レーベルはキングレコードに移管。
- WHO RING - 本多俊之のプライベートレーベル。
- Virgin DCT - DREAMS COME TRUEのプライベートレーベルで東芝EMI時代（DREAMS COME TRUEの海外進出に伴い、EMIグループ傘下の米ヴァージン・レコードと提携）のレーベル。のちにユニバーサル ミュージックへ移籍（のちにプライベートレーベルの名称をDCT recordsに変更）。
- FAITHFUL - 音楽事務所フェイスミュージックエンタテインメント所属アーティスト専門のレーベル。1999年7月にポニーキャニオンから移動。品番はBF○A-○○○○○。

## 製造・販売受託していたレコード会社
ジェイ・ストーム・アルファミュージックの商品を除いて、帯の背部分に東芝EMIが販売している商品を示す3色（緑・黄・赤）のマークが付けられていた。
- ファンハウス（現・ソニー・ミュージックレーベルズ/Ariola Japan） - 1984年から1988年3月まで。1988年4月1日から1996年4月30日まではポリドールが販売受託。1996年3月1日にBMGビクターの子会社になってからは同年5月1日よりBMGが販売。[注 8]
- cutting edge - 2000年1月まで。2000年2月以降はエイベックスの自社販売。[注 9]
- R&C Japan（現・よしもとアール・アンド・シー） - 2002年6月まで。[注 10]
- J storm - 2006年10月まで。台湾・香港での現地盤の販売もEMIの海外法人が請け負っていた。
- トーラスレコード（現・ユニバーサル ミュージック） - 1995年3月まで。[注 11]
- アルファミュージック - 1994年4月から1998年まで。1998年にレーベル運営終了後もカタログとして暫く残され販売されていたが、2001年に廃盤となっている。
- 京都レコード
- ミューチャー・コミュニケーションズ - 旧プラティア・エンタテインメント。旧社名時代はキングレコードへ販売委託。2007年7月頃に自己破産申請。
- UNLIMITED RECORDS - 音楽事務所アンリミテッド・グループが原盤供給した作品に付けられており、制作セクションはVirgin Musicが担当。規格品番はTO○T-○○○○ではあるが、「発売元：アンリミテッド・グループ」「販売元：東芝EMI」とパッケージにそれぞれ表記される。[注 12]
  - mustard（マスタード） - 1998年設立のGLAYのプライベートレーベル。東芝EMIが販売受託したのは、2003年から2005年まで。[注 13]
  - LEMONed（レモネード） - 1996年にhideがユニバーサル ビクター（旧：MCAビクター）内に設立したレーベル。1999年にZEPPET STOREが東芝EMIに移籍したのに伴いレーベルも移管されるが、hideのタイトルに関しては引き続きユニバーサルビクターから発売された。
  - UME（ユーエムイー、Unlimited Music Entertainment） - 175R、Jackson vibeが所属していたレーベル。2005年前半までの名称は「UNLIMITED RECORDS2」。[注 14]レーベル自体は2002年発売のSHAKALABBITS、175Rによるコラボレーションシングル「STAND BY YOU!!」の時点で存在した[注 15]が、正式な作品のリリースは2003年発売の175Rのメジャーデビューシングル「ハッピーライフ」からとなる。
- ウェブクウ - 2000年11月から2013年3月まで。同年4月以降はユニバーサル ミュージックに引き継がれた。
- アストロノーツスター（Astronotes Star） - 1999年に布袋寅泰が設立したレーベル。第一弾アーティストとしてthe autumn stoneがデビュー[5]。その後SONIC TANK、JET SETSと続けてデビューした。2001年閉鎖。

## ソフトウェア
1980年代から90年代において、東芝EMIも同業他社と同じくゲームソフトの開発・販売を手掛けており、同社のゲーム部門の社員が設立した組織としてハムスターが存在する。1999年にこの事業から撤退した後は、ハムスターがPlayStation用ソフトの販売権を継承し、廉価版等をリリースしている。また、『ガラージュ』は、2004年に監督の作場知生が開発元のキノトロープから許可を得て「私家版」として発売したほか、2021年には「完全版」がスマートフォン向けアプリとして配信された。そして、2022年には「完全版」のSteam版が配信された。
ゲームの以外のソフトウェアも手掛けていた。

### 主なゲームソフト
MSX
- スゥーワーサム

ファミリーコンピュータ
- パチコン
- バード・ウィーク
- ハイドライドスペシャル
- DAIVA STORY 6：ナーサティアの玉座
- マグナム危機一髪
- ゾイド 中央大陸の戦い
- ゾイド2 ゼネバスの逆襲
- ダイナマイトボウル

スーパーファミコン
- スーパー・バック・トゥ・ザ・フューチャー2
- ソード・マニアック
- サンダースピリッツ
- サイバリオン - ただしゲーム中のBGMはアーケード版と全く異なっている。
- バトルマスター 究極の戦士たち

メガドライブ
- マスター・オブ・モンスターズ

PlayStation
- マスター・オブ・モンスターズ 〜暁の賢者達〜
- EGG
- ずっといっしょ
- マスモンKIDS
- ルシファー・リング
- ロードモナーク〜新・ガイア王国記〜
- キャプテン・ラヴ
- 発車オーライ!ガタンゴトン - JR東日本、ジェイアール東日本企画、トミー（現・タカラトミー）が制作に全面協力しており、ジャケットには各社のロゴも記載されている。

Windows
- ガラージュ[6]
- ずっといっしょ
- STOLEN SONG
- 実践パチンココンストラクション - 1998年12月9日の発売が予定されていた[9]が、開発元より知的財産権侵害を訴えられ、中止となった[10][6]。

## アニメ
- サンダーマスク（特撮番組）
- 那由他（OVA作品）
- わがまま☆フェアリー ミルモでポン!（シリーズ初期。発売はバリアフリーで、販売のみ担当）
- フォルツァ!ひでまる
- 最終兵器彼女（テレビアニメ版第一期のみ）
- BLACK CAT
- 紅狼